# NHL Entry Draft 1999

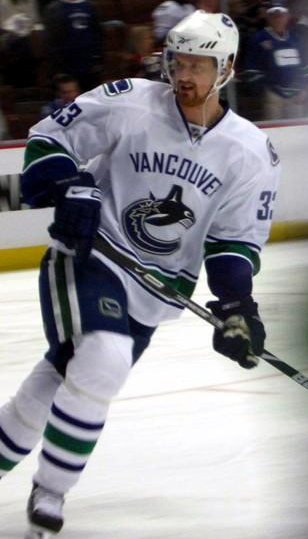
Henrik Sedin valdes som tredje spelare totalt.

1999 NHL Entry Draft var den 37:e NHL-draften. Den ägde rum 26 juni 1999 i FleetCenter, numera känd som TD Garden, som ligger i Boston i Massachusetts i USA. Atlanta Trashers var först ut att välja spelare och de valde Patrik Stefan.
Tvillingarna Daniel och Henrik Sedin blev detta år valda som andre respektive tredje spelare totalt, båda två av Vancouver Canucks.
Detroit Red Wings gjorde ett fynd då de valde Henrik Zetterberg först i den sjunde rundan som 210:e spelare totalt.